# Clathria whiteleggei
Clathria whiteleggei är en svampdjursart som beskrevs av Arthur Dendy 1922. Clathria whiteleggei ingår i släktet Clathria och familjen Microcionidae. Inga underarter finns listade i Catalogue of Life.